# Сарульское сельское муниципальное образование
Сарульское сельское муниципальное образование — муниципальное образование в Черноземельском районе Калмыкии. В состав СМО входит 1 населенный пункт — посёлок Сарул.

## География
Сарульское СМО расположено в пределах Прикаспийской низменности на крайнем северо-западе Черноземельского района. СМО граничит на севере территорией Яшкульского района; на западе – с территорией Ики-Бурульского района; на востоке и на юге – с Адыковским и Ачинеровским сельскими муниципальными образованиями Черноземельского района.
Основу почвенного покрова составляют бурые полупустынные почвы и солонцы, залегающие в основном по равнинным и повышенным элементам рельефа. Значительные площади занимают поверхностно-луговато-бурые, лугово-бурые и луговые почвы и солонцы луговые, формирующиеся по различного рода понижениям. К холмисто-бугристому рельефу приурочены пески.

## История
Сарульский сельский совет был образован 27 августа 1991 года Указом Президиума Верховного Совета Калмыцкой АССР путём выделения из Адыковского сельского совета. С 7 апреля 1992 года сельский совет преобразован в Сарульскую  сельскую администрацию, а с 5 июня 1997 года - в Сарульское  сельское муниципальное образование.

## Население
| 2002 | 2010 | 2011 | 2012 | 2013 | 2014 | 2015 |
| ---- | ---- | ---- | ---- | ---- | ---- | ---- |
| 517  | ↘503 | ↗504 | ↘497 | ↘489 | ↘475 | ↘468 |
| 2016 | 2017 | 2018 | 2019 | 2020 | 2021 |      |
| ↗474 | ↘467 | ↘462 | →462 | ↘445 | ↘418 |      |

### Национальный состав
По данным Всероссийской переписи населения 2010 года:
| Национальность | Численность (чел.) | Процентное соотношение |
| -------------- | ------------------ | ---------------------- |
| Калмыки        | 200                | 39,76%                 |
| Даргинцы       | 155                | 30,82%                 |
| Казахи         | 42                 | 8,35%                  |
| Русские        | 36                 | 7,16%                  |
| Аварцы         | 25                 | 4,97%                  |
| Рутульцы       | 20                 | 3,98%                  |
| Другие         | 20                 | 3,98%                  |
| Не указана     | 5                  | 0,99%                  |
| Всего          | 503                | 100,00%                |

## Экономика
Основная отрасль экономики - сельское хозяйство.
На  территории  Сарульского СМО работает 17 сельскохозяйственных  предприятий:  из  них 16 крестьянско-фермерских хозяйств и 1 МУП им.Б.Б. Городовикова. В 87 домовладениях содержатся личные подсобные хозяйства. Отраслью специализации сельского хозяйства выступает мясное животноводство (разведение крупного рогатого скота и овец).
На территории Сарульского муниципального образования действует 1 сельскохозяйственное предприятие – «Муниципальное унитарное предприятие имени Б.Б. Городовикова». Общая  площадь территории  хозяйства 29 857 га. Отрасль специализации – разведение овец. На предприятии работают 42 человека – 20% всего занятого в экономике населения муниципального образования.

## Транспортная инфраструктура
Территорию СМО пересекает автодорога регионального значения Яшкуль - Комсомольский - Артезиан.